# Wasseraufbereitung

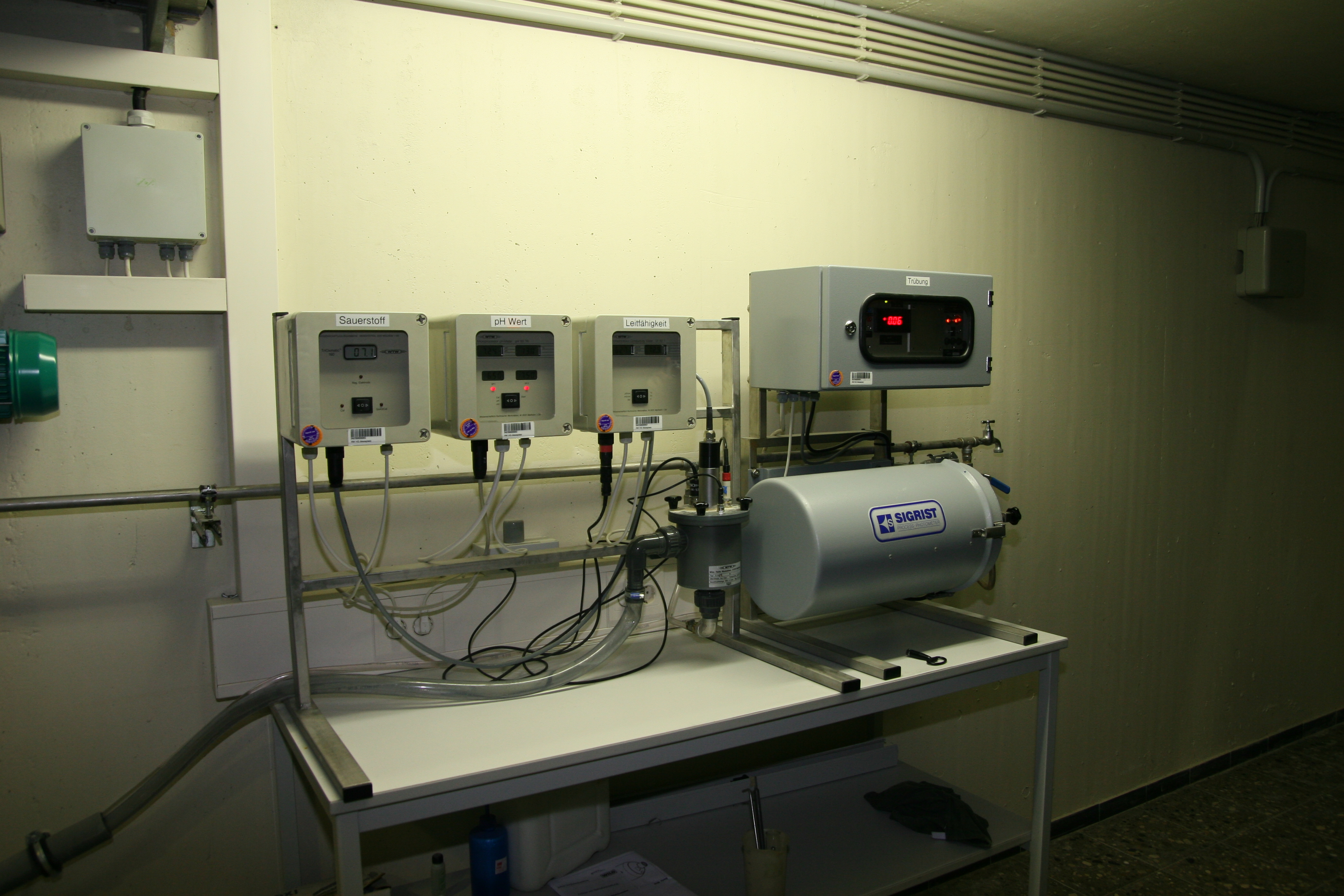
Erfassung von Wasserwerten

Die Wasseraufbereitung ist die zielgerichtete Veränderung der Wasserqualität. Sie ist ein Teilgebiet der Verfahrenstechnik und umfasst im Wesentlichen zwei Gruppen der Behandlung:
- Entfernung von Stoffen aus dem Wasser (z. B. Reinigung, Entkeimung/Sterilisation, Enteisenung und Entmanganung, Enthärtung, Entsalzung, Filtration);
- Ergänzung von Stoffen sowie Einstellen von Parametern des Wassers (z. B. Dosierung, Einstellung von pH-Wert, gelösten Ionen und der Leitfähigkeit).

Die Wasseraufbereitung ist ein wesentlicher Verfahrensschritt bei der Produktion von Trinkwasser für den menschlichen Gebrauch (Trinkwasserversorgung). Siehe auch Trinkwasseraufbereitung.
Die Wasseraufbereitung wird auch eingesetzt zur Reinigung von Abwasser, speziell zur Rückgewinnung (Recycling) von z. B. Metallen (u. a. Edelmetallen) aus Abwasser.

## Definition der UNESCO
In der deutschsprachigen Zusammenfassung des Weltwasserberichts von 2019 der UN-Unterorganisation UN-Wasser findet sich eine Definition für den Begriff „Wasseraufbereitung“:

„Aufbereitung von Wasser umfasst Verfahren zur Reinigung und Desinfektion und zum Schutz des Wassers vor erneuter Verunreinigung. Gängige Methoden erfordern die Verfügbarkeit von Energie (meist Strom) rund um die Uhr – was in den meisten Entwicklungsländern selten der Fall ist. Technisch einfache und naturbasierte Alternativen werden in der Regel nicht im größeren Maßstab angewendet.“

## Geschichte
Die ersten Experimente im Bereich der Wasserfiltration gehen auf das 17. Jahrhundert zurück. Sir Francis Bacon versuchte Meerwasser zu entsalzen, indem er es durch einen Sandfilter fließen ließ. Obwohl dieses Experiment nicht geglückt war, markierte der Versuch den Beginn eines neuen Interessensgebiets. Die Väter der Mikroskopie, Antoni van Leeuwenhoek und Robert Hooke, verwendeten das neu erfundene Mikroskop, um zum ersten Mal suspendierte (gelöste) Teilchen im Wasser zu beobachten, und legten damit den Grundstein für das Verständnis durch Wasser übertragener Krankheiten.

### Filter
Der erste dokumentierte Gebrauch von Sandfiltern zur Reinigung von Wasser lässt sich auf das Jahr 1804 zurückführen. John Gibb, der Besitzer einer Bleicherei in Schottland, setzte den experimentellen Filter ein und verkaufte den ungewollten Überschuss. Die Methode wurde in den darauffolgenden Jahrzehnten von privaten Wasserunternehmen weiterentwickelt. Die erste öffentliche Installation zur Wasserversorgung wurde schließlich 1829 vom Ingenieur James Simpson für die Chelsea Waterworks Company in London verwirklicht. Die Installation versorgte die Haushalte in der Umgebung mit gefiltertem Wasser, und das Netzwerk wurde in der darauffolgenden Zeit oftmals kopiert, um Großteile der britischen Bevölkerung durch die neue Technologie zu erreichen.

### Chlorung
John Snow war der Erste, der Wasser erfolgreich mit Chlor desinfizierte. Auch William Soper verwendete 1879 Chlor, um die Abwässer von Typhuspatienten zu behandeln. In einer Arbeit aus dem Jahr 1894 empfahl Moritz Traube formell den Zusatz von Calciumhypochlorit zu Wasser, um es zu desinfizieren. Traubes Erkenntnisse konnten später repliziert werden. Die frühesten Versuche, die Chlorung von Wasser in einer Wasseraufbereitungsanlage zu implementieren, wurden 1893 in Hamburg angestellt. Die permanente Chlorung von Wasser wurde erstmals 1905 angewandt, als ein defekter Filter in Lincoln zu einem Typhusausbruch führte. Die Chlorung des Wassers konnte die Verbreitung der Krankheit stoppen und die Behandlung wurde vorsorglich bis 1911 fortgeführt, als eine neue Wasserversorgungsanlage eingeführt wurde. Diese Form der „Schutz-Chlorung“ ist in Deutschland seit 1991 nicht mehr zulässig, weshalb je nach Einsatzgebiet Alternativen, wie Filtration, Ozonierung und UV-Strahlung verwendet werden.

## Verfahren der Wasseraufbereitung
Die Aufbereitungsverfahren können wie nachstehend beschrieben gegliedert werden:
mechanische Aufbereitung (z. B. Rechen, Siebe, Filter)
physikalische Verfahren (z. B. Belüftung, Verdüsung, Sedimentation, Flotation, Adsorption, Vakuumverfahren, thermische Einwirkungen)
chemische Verfahren (z. B. Oxidation, Desinfektion, Flockung, Entcarbonisierung, Ionenaustausch, Elektrodeionisation)
Membranverfahren (z. B. Nanofiltration, Osmose)
biologische Verfahren (biochemische Oxidation, Schlammfaulung, Belebtschlammverfahren, anaerobe Abwasserreinigung)
Die folgende Tabelle gibt einen Überblick über verschiedene Aufbereitungs-Prozesse und deren Anwendungszwecke.
| Prozess                   | Anlagenkomponente                                                                                                   | Zweck |
| ------------------------- | --- | --- |
| Adsorption                | Aktivkohlefilter | Anlagerung von z. B. adsorbierbaren halogenierten Kohlenwasserstoffverbindungen (AOX) oder Farbstoffen |
| Biochemische Verfahren    | Beispiel: Denitrifikation                                                                                           | Ausnutzung biochemischer Vorgänge. In der Denitrifikation wird der Nitrat-Gehalt belasteten Rohwassers entweder durch Kohlenstoffzugabe im Untergrund oder in einem Reaktor vermindert.                                  |
| Desinfektion              | Sonderbecken, Zugabe in das Rohrnetz                                                                                | Zugabe von Chlor, Chlordioxid oder Ozon (früher teilweise auch Iod), UV-Bestrahlung oder Ultrafiltration |
| Dosierung                 | Dosieranlagen für Feststoffe, Flüssigkeiten und Gase                                                                | Zugabe von Chemikalien zur gezielten Beeinflussung der Wasserbeschaffenheit, z. B. der Ablagerungstendenz oder Korrosionsneigung                                                                                         |
| Elektrokoagulation        | Elektrokoagulationsanlage                                                                                           | Chemiefreie Aufbereitung von industriellen Ab- und Prozesswässern mittels elektrischer Spannung |
| Entcarbonisierung         | Entkarbonisierungsanlage                                                                                            | Reduzierung der temporären Härte zur Verminderung der Abscheidung von Calciumcarbonat auf Oberflächen der Rohrleitungen und Wärmeaustauscher                                                                             |
| Enthärtung                | Enthärtungsanlage, Nanofiltration Niederdruckumkehrosmose, CARIX-Verfahren                                          | Entfernung von Calcium- und Magnesiumionen (Ca2+ und Mg2+; Bei der Nanofiltration eingeschränkt) |
| Entsalzung (Desalination) | Entsalzungsanlage, Umkehrosmose                                                                                     | Entfernung von Salzen z. B. zur Aufbereitung von Meerwasser zu Trinkwasser und zur Bewässerung |
| Entsäuerung               | Entsäuerungsanlage                                                                                                  | Entfernung der aggressiven Kohlensäure. Dient der Vermeidung von Korrosion im Rohrnetz. |
| Fällung                   | Fällungsbecken bzw. Fällungsfiltration                                                                              | Umwandlung gelöster Stoffe in ungelöste Stoffe und anschließende Sedimentation oder Flockung. |
| Filtration                | Filter, Sandfilter, Polstofffilter, Kerzenfilter, Anschwemmfilter, Mikrofiltration, Ultrafiltration, Nanofiltration | Entfernung von Schwebstoffen (Partikeln) u. a. Eisen oder Mangan |
| Flockung                  | Flockungsbecken | Entfernung von Kolloidstoffen und feinen Schmutzpartikeln durch Zugabe von Flockungsmitteln (Entladung der Partikel) und Einstellung des pH-Wertes. Kann auch mit einer Filtration verbunden sein (Flockungsfiltration). |
| Flotation                 | Flotationsbecken | Entfernung von feinen Schmutzpartikeln durch Einblasen von Luft |
| Oxidation                 | Belüftungsanlagen und Kiesfilter                                                                                    | Entfernung von gelösten Eisen- und Manganionen (Enteisenung und Entmanganung). Das oxidierte Eisen- und Mangan lagert sich am Kies an und wird durch Rückspülen der Filter wieder entfernt.                              |
| Sedimentation             | Sandfang, Absetzbecken                                                                                              | Partikuläre Stoffe, Flocken aus der Flokkulation |
| Selektivaustausch         | Ionenaustauscheranlagen mit speziellen Harzen                                                                       | z. B. Entfernung von Uran und anderen Schwermetallen aus dem Abwasser, Recycling von Metallen |
| Siebung                   | Rechen, Trommelsieb, Mikrosieb                                                                                      | Entfernung von größeren Feststoffen und Schwimmstoffen |
| Spezielle Behandlung      | Sonderbecken für verseuchte Abwässer                                                                                | Spezielle Behandlung von Abwässern, welche mit zunächst unbekannten Stoffen oder Lebewesen verseucht sind. Beispiele: Unbehandelte Abwässer aus Galvanisierungsbetrieben oder Fadenwürmer.                               |
| Strippen                  | Strippbecken | Entfernung durch Einblasen von Luft/Gasen. Damit werden in Entsprechung des Dampfdruckes gelöste Wasserinhaltsstoffe in die gasförmige Phase übergeführt und somit aus dem Wasser entfernt.                              |
| Vollentsalzung            | VE-Anlagen, Regenerierbare Mischbettaustauscher, Patronenaustauscher, Umkehrosmose, Elektrodeionisation             | Entfernung von Salzen z. B. zur Erzeugung von Rein- und Reinstwasser |

## Einsatzgebiete
Die wichtigsten Verfahren sind vorstehend tabellarisch aufgelistet. Eine Anlage für die Aufbereitung von Wasser besteht aber selten aus nur einem einzelnen Verfahren, sondern sehr häufig aus mehreren. Die erforderliche Anzahl und Typ der Verfahren ist bedingt durch:
- Art und Qualität des Rohwassers und dessen gelösten und ungelösten Inhaltsstoffe
- Verwendungsart und Anforderungen für das aufbereitete Wasser (Reinwasser)

Rohwasser: Die wichtigsten Rohwasserlieferanten in Mitteleuropa sind:
- Grundwasser aus Flachbrunnen oder Tiefbrunnen
- Uferfiltrat aus oberflächennahen Flachbrunnen
- Oberflächenwasser aus Fließgewässern oder Seen und Talsperren

Oberflächenwasser, und davon besonders Fließwasser, enthält zumindest zeitweise (Hochwasserperioden) hohe Gehalte an ungelösten Partikeln. Organische Verunreinigungen können auch enthalten sein, obwohl diese durch die gesetzlichen Vorschriften für Direkteinleiter von Abwasser und für gereinigtes Abwasser inzwischen nur noch in geringer Höhe vorkommen. Bei See- und Talsperrenwasser ist dagegen der Gehalt an Ungelöstem und organischen Substanzen deutlich niedriger.
Grundwasser ist je nach Art der Bodenschichten, aus denen es gefördert wird, häufiger mehr oder weniger belastet durch gelöste Eisen- und Manganverbindungen und höheren Gehalten an freiem Kohlenstoffdioxid (CO2). Gelöste oder kolloidale organische Verbindungen sind, falls überhaupt, nur in geringen Maße vorhanden. Oberflächennahes Brunnenwasser kann, besonders in Bereichen mit sumpfigen Bodenschichten und von Deponien, aber auch höhere Konzentrationen an organischen Verunreinigungen enthalten.

### Verwendung des Reinwassers
Mit Ausnahme der Abwasseraufbereitung wird Reinwasser im Wesentlichen als Trinkwasser oder als Brauchwasser für Industrie und Gewerbe verwendet. Ein weiteres Einsatzgebiet ist die Bewässerung in der Landwirtschaft, wobei hier das Wasser selten aufbereitet werden muss. Abhängig von den jeweiligen Anforderungen kann das Wasser verschiedene Aufbereitungsstufen- und Kombinationen durchlaufen, um die erforderliche Reinwasserqualität zu erreichen. Im Einzelfall kann die Qualität des Rohwassers für die Verwendung bereits ausreichend sein, sodass eine weitere Aufbereitung nicht notwendig erscheint. Vor allem bei der Erzeugung von Trinkwasser sind gesetzlichen und normativen Vorgaben (z. B. dt. Trinkwasserverordnung, DIN 2000) und die Anforderungen des Verteilnetzes maßgebend.
Ein Beispiel für eine typische Aufbereitungsanlage für Oberflächenwasser als Rohwasser besteht aus einer Vorreinigung (z. B. Rechen, Siebband, Siebtrommel) bzw. Filterstufe (evtl. Zweischichtfilter) zur Abtrennung der ungelösten Substanzen einschließlich einer zusätzlichen Flockung für die Verbesserung der Reinigungswirkung der Filterstufe und einer Desinfektion des Reinwassers. Falls das Rohwasser eine erhöhte Carbonathärte aufweist, kann auch eine zusätzliche Entcarbonisierungsanlage vor der Filterstufe angeordnet sein. Bei der Verwendung von Oberflächenwasser wird der Filterstufe noch eine mechanische Vorreinigung mit Rechen und Trommelfilter oder Siebbandanlagen vorgeschaltet. Für die Erzeugung von Trinkwasser aus salzreichen Rohwässern wird das Verfahren der Umkehrosmose verwendet.
Bei Grundwasser aus Flach- oder Tiefbrunnen ist häufig eine Belüftungsstufe zur Oxidation und Ausfällung von Eisen- und Manganoxidhydraten vor der Filterung erforderlich. Gleichzeitig wird hierdurch der Sauerstoffgehalt des Wassers erhöht und bei einer offenen Belüftung überschüssige Kohlensäure entfernt. Das ist für eisengefertigte Rohrnetze wichtig, um die Korrosion durch Bildung einer Kalkrostschutzschicht zu verringern.
Eine Sonderform, den Anforderungen an Trinkwasser bedingt vergleichbar, ist die Aufbereitung von Badewasser. Das Badewasser in öffentlichen Frei- und Hallenbädern wird entsprechend der deutschen DIN 19643 oder der Schweizer SIA 385/1 aufbereitet. Typische Verfahrensstufen hierfür sind die Standardverfahren für Flockung, Filtration und Desinfektion.
Brauchwasser wird für Kraftwerke (Kühl- und Speisewasser), Industrieanlagen, chemische Prozesse, Pharmazie, Nahrungsmittelindustrie und Wäschereien in großen Mengen benötigt. Häufig sind sehr weitgehende Änderungen der Wassereigenschaften erforderlich. Weiterhin werden in einer Anlage oft unterschiedliche Qualitäten an Reinwasser benötigt. Beispielsweise werden an das Zusatzwasser für Kühlsysteme fast immer andere Anforderungen gestellt als an das Prozesswasser.
Aufbereitungsanlagen für Kühlwasser bestehen häufig aus einer mechanischen Vorreinigung über Rechen, Trommelfiltern oder Siebbandanlagen und einer anschließender Flockung mit Filtration. Im Falle einer zu hohen Carbonathärte folgt eine Entcarbonisierungsstufe. Zusätzlich wird das Kreislaufwasser noch über Dosierstationen mit Härtestabilisierungs- und Antikorrosionschemikalien versetzt. Bei Verwendung von Brunnenwasser als Rohwasser kann meistens auf eine Filterstufe verzichtet werden, falls keine Entcarbonisierung notwendig ist.
Da die Anforderungen an die Qualität von Prozesswasser fast immer höher sind, wird ein Teil des aufbereiteten Wassers für die Kühlsysteme abgetrennt und weitergehend gereinigt. Zusätzliche Aufbereitungsverfahren wie Adsorptionsfilter für die Entfernung organischer Verunreinigungen, Umkehrosmose oder Ionenaustauscher für die Teil- oder Vollentsalzung und Entgaser für die Entfernung von gelösten Gasen, sind dafür erforderlich.